# Maccagnia carnica
Maccagnia carnica är en svampart som beskrevs av Mattir. 1922. Maccagnia carnica ingår i släktet Maccagnia och familjen Hydnangiaceae.   Inga underarter finns listade i Catalogue of Life.